# Carmen Iohannisová
Carmen Iohannisová (rozená Carmen Georgeta Lăzurcă; * 2. listopadu 1960 Reghin) je manželkou Klause Iohannise, prezidenta Rumunska. Pracuje jako učitelka angličtiny na Národní vysoké škole Gheorghe Lazăra v Sibiu, za Klause Iohannise se provdala v roce 1989 a nemají spolu žádné děti. Seznámili se během společných studií na Univerzitě Babeș-Bolyai. Ihned po dokončení studia byli oba přiděleni jako učitelé do Agnity a Sibiu. Právě ona byla důvodem, proč se Iohannis rozhodl v Rumunsku zůstat, zatímco zbytek rodiny emigroval na počátku 90. let do Německa. Zatímco ona je etnická Rumunka, její manžel je etnický Němec transylvánsko-saského původu.
Pochází z rumunské řeckokatolické rodiny ze Sântu, vesnice nedaleko Reghinu v župě Mureș. Během zákazu řeckokatolické církve komunistickými úřady se zúčastňovala tajných bohoslužeb, které sloužil arcikněz Pompeiu Onofreiu ve svém domě v ulici Șelarilor a kterých se zúčastnoval i Klaus Iohannis.

## Veřejná image
Podle žebříčku sestaveném portálem perfecte.ro se Carmen Iohannisová řadí mezi nejstylovější manželky světových lídrů vedle španělské královny Letizie, Kate Middletonové a jordánské královny Ranie.

## Vyznamenání

### Zahraniční vyznamenání
- Itálie: Rytířský velkokříž Řádu zásluh o Italskou republiku (5. října 2018)